# Cinnamomum glaucescens
Cinnamomum glaucescens là loài thực vật có hoa trong họ Nguyệt quế. Loài này được (Nees) Hand.-Mazz. miêu tả khoa học đầu tiên năm 1936.